# Medaille voor Eervolle Vermelding van de Turkse Strijdkrachten
De Medaille voor Eervolle Vermelding van de Turkse Strijdkrachten wordt toegekend aan gewonde militairen voor zover zij tijdens het uitoefenen van hun taak in oorlog- of vredestijd een "bron van trots" voor de strijdkrachten zijn geworden. Men verleent de verzilverde bronzen onderscheiding aan Turken en aan vreemdelingen.
De medaille bestaat uit een medaillon met een opgeheven zwaard en om het wapen gelegde lauwerkransen, dat met een gesp aan een donkerrood lint is bevestigd.